# 29643 Plücker
29643 Plücker este un asteroid din centura principală de asteroizi.

## Descriere
29643 Plücker este un asteroid din centura principală de asteroizi. A fost descoperit pe 15 noiembrie 1998 la Prescott (Arizona) de Paul G. Comba. Asteroidul prezintă o orbită caracterizată de o semiaxă mare de 2,24 ua, o excentricitate de 0,10 și o înclinație de 3,9° în raport cu ecliptica.